# Трамвайна аварія в Загребі (1954)
Трамвайна аварія в Загребі 1954 року (хорв. Mirogojska tramvajska nesreća) — найбільша трамвайна аварія в Хорватії, одна з найтяжчих аварій у світовій історії за участю одного рейкового транспортного засобу. Трапилася 31 жовтня 1954 року на крутому спуску колії загребського трамвайного маршруту номер 21. Зумовлена несправністю гальм, унаслідок чого трамвай зіскочив з рейок і розбився, забравши життя 19 пасажирів і завдавши серйозних ушкоджень 37.

## Подробиці
Трамвайна лінія номер 21 пролягала від Гупчевої зірки вгору до кладовища Мирогой та назад. Того фатального туманного недільного дня жителі Загреба прямували до Мирогоя, щоб упорядкувати могили своїх померлих родичів, адже це було безпосередньо перед Днем усіх святих.
Аварія сталася вранці близько 8:30 під час повернення трамвая номер 21 із Мирогоя до Гупчевої зірки. Як тільки він увійшов у перший поворот, вагоновод помітив, що вийшло з ладу магнітне рейкове гальмо. Оскільки на тому місці був крутий спуск, трамвай різко розігнався. Тоді машиніст застосував аварійне гальмо, яке випускає пісок на колії, щоб збільшити тертя, але було вже надто пізно. Переповнений пасажирами трамвай зазнав нестримного прискорення, яке призвело до сходження з рейок. На ту мить транспортний засіб рухався зі швидкістю 90 кілометрів на годину і на останньому повороті, вже біля Гупчевої зірки, злетів із колії та почав перекидатися, таким чином діставшись другого боку вулиці, де вдарився об каштани, вирвав їх із корінням і нарешті зупинився, врізавшись у сталевий стовп вуличного освітлення. На момент аварії в трамваї перебувало близько 60 пасажирів. Майже всі вони постраждали від удару об три дерева і стовп.
У ході ретельного розслідування цієї справи було допитано близько 30 свідків, унаслідок чого винним у ДТП було визнано вагоновода, який керував транспортним засобом необережно і недбало та своєчасно не застосував ручне гальмо. Також слідча комісія дослідила залишки транспортного засобу, електрообладнання та дії машиніста, який перебував у важкому стані в лікарні. З'ясувалося, що раніше цього дня трамвай мав зіткнення: він наїхав на гужовий транспортний засіб і перекинув його, але, оскільки серйозних пошкоджень не було, машиніст продовжив рух у напрямку Мирогоя. Він відразу запримітив, що щось не так, магнітні гальма не спрацювали, тож він використав пісок. Оскільки вздовж мирогойської колії його було виявлено не так багато, у слідства виникло питання, чи його було достатньо після того першого зіткнення.
Через цю аварію трамвайний рух від Гупчевої зірки до Мирогоя відновився тільки 1964 року, а нові моторні вагони на цій лінії були спеціально оснащені чотирма видами гальм: електричним, потужним пневматичним, електромагнітним (рейковим) та ручним. Вони курсували до 15 травня 1967 року, після чого їх замінили на автобуси, а саму трамвайну колію було розібрано в 1970-х.
Після цієї аварії у Загребі жоден трамвай не має номера 21.